# Furadouro (Condeixa-a-Nova)
Furadouro é uma povoação portuguesa sede da Freguesia de Furadouro do Município de Condeixa-a-Nova, freguesia com 14,41 km² de área e 183 habitantes (censo de 2021), tendo, por isso, uma densidade populacional de 12,7 hab./km².
Nesta freguesia pode-se visitar a interessante formação geológica conhecida por Buracas do Casmilo.

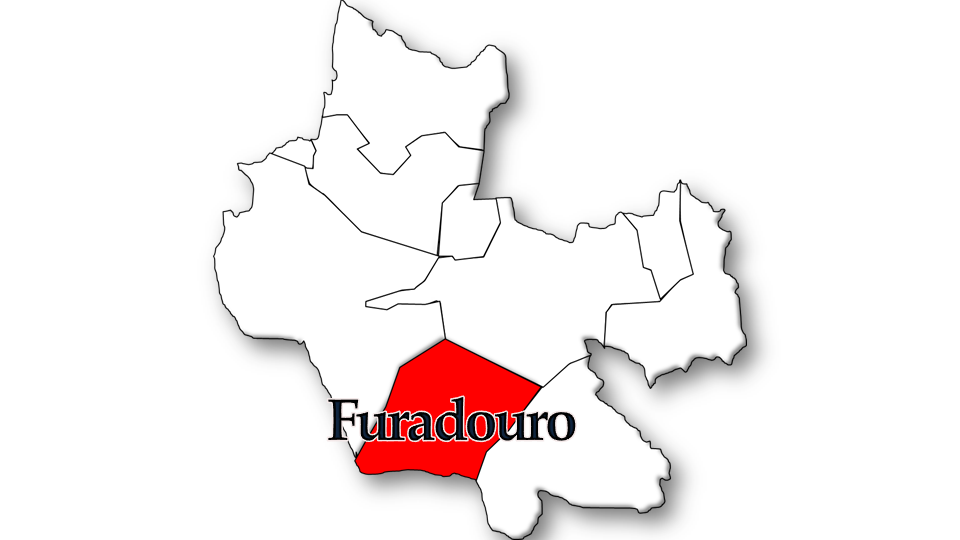
Localização da freguesia no Município de Condeixa-a-Nova

## Demografia
A população registada nos censos foi:
| Distribuição da População por Grupos Etários | Distribuição da População por Grupos Etários | Distribuição da População por Grupos Etários | Distribuição da População por Grupos Etários | Distribuição da População por Grupos Etários |
| -------------------------------------------- | -------------------------------------------- | -------------------------------------------- | -------------------------------------------- | -------------------------------------------- |
| Ano                                          | 0-14 Anos                                    | 15-24 Anos                                   | 25-64 Anos                                   | > 65 Anos                                    |
| 2001                                         | 20                                           | 20                                           | 109                                          | 74                                           |
| 2011                                         | 19                                           | 20                                           | 102                                          | 65                                           |
| 2021                                         | 23                                           | 9                                            | 85                                           | 66                                           |